# 莊奕勳
莊奕勳（4月23日—），為台灣本土劇男演員，自嘉義高工、亞東技術學院畢業，演出過多部戲說台灣的單元。

## 电视剧
| 年 份                  | 頻 道                                  | 劇 名                         | 飾 演        |
| 2002年                 | 公共電視文化事業基金會                 | 後山日先照                    | 阿義         |
| 八大第一台             | 2008年                                 | 第一劇場《鬼眠床》            | 阿超         |
| 八大第一台             | 2008年                                 | 第一劇場《鬼姬》              | 張柏仁       |
| 八大第一台             | 2008年                                 | 第一劇場《血魔郎中》          | 正邦         |
| 八大第一台             | 2008年                                 | 第一劇場《鬼恩緣》            | 方家興       |
| 八大第一台             | 2009年                                 | 第一劇場《血淚殺機》          | 吳進源       |
| 八大第一台             | 2009年                                 | 第一劇場《砍頭筍》            | 莊文泰       |
| 八大第一台             | 2009年                                 | 第一劇場《梳頭娘》            | 王家威       |
| 八大第一台             | 2009年                                 | 第一劇場《紙七仔》            | 蔡水旺       |
| 八大第一台             | 2009年                                 | 第一劇場《惡鬼入厝》          | 王定邦       |
| 八大第一台             | 2010年                                 | 第一劇場《蓋奶母教子》        | 黃有為       |
| 八大第一台             | 2010年                                 | 第一劇場《鬼某娶尪》          | 李明堂       |
| 八大第一台             | 2010年                                 | 第一劇場《幽靈車伕》          | 林建良       |
| 八大第一台             | 2010年                                 | 第一劇場《鬼影》              | 李家慶       |
| 八大第一台             | 2010年                                 | 第一劇場《鬼阿姑》            | 陳正勇       |
| 八大第一台             | 2011年                                 | 第一劇場《鬥鬼天師》          | 友孝         |
| 三立台湾台             | 2001年                                 | 戲說台灣《鬼王鍾馗》          | 王文龍(鍾馗) |
| 2002年                 | 戲說台灣《養女神廟》                   | 林建國                        |              |
| 2003年                 | 戲說台灣《還陽妻》                     | 文判官                        |              |
| 戲說台灣《翁公治細姨》 | 添賜                                   |                               |              |
| 2004年                 | 戲說台灣《城隍爺救夫》                 | 證秀和尚                      |              |
| 2004年                 | 戲說台灣《一世姊妹情》                 | 張耀宗                        |              |
| 2004年                 | 戲說台灣《大腳仙林》                   | 陳天祐                        |              |
| 2004年                 | 戲說台灣《鐵將軍》                     | 耀祖                          |              |
| 2004年                 | 戲說台灣《五馬拖車穴》                 | 蘇昌                          |              |
| 2005年                 | 戲說台灣《三岔路口桃花劫》             | 孫正峰                        |              |
| 2005年                 | 戲說台灣《花母樹》                     | 江思源                        |              |
| 2005年                 | 戲說台灣《火燒島觀音淚》               | 武郎                          |              |
| 2005年                 | 戲說台灣《藥人傳說》                   | 林明宏                        |              |
| 2005年                 | 戲說台灣《賴半街傳奇》                 | 賴半街                        |              |
| 2005年                 | 戲說台灣《狐仙嬤》                     | 阿仁                          |              |
| 2005年                 | 戲說台灣《飛天木鳶》                   |                               |              |
| 2006年                 | 戲說台灣《關公斬》                     | 武雄                          |              |
| 2006年                 | 戲說台灣《窯祭》                       | 李坤德                        |              |
| 2007年                 | 戲說台灣《澎湖七美人》                 | 世豪                          |              |
| 2007年                 | 戲說台灣《新營六府千歲》               | 王金柱                        |              |
| 2007年                 | 戲說台灣《戇古觕龜精》                 | 文淵                          |              |
| 2007年                 | 戲說台灣《八爺的眼淚》                 | 張富貴                        |              |
| 2007年                 | 戲說台灣《燈猴肖娶某》                 | 朱春生                        |              |
| 2008年                 | 戲說台灣《飛天石鎮鬼門關》             | 林大柱                        |              |
| 2008年                 | 戲說台灣《金恩主治胡蠅》               | 李奇峰                        |              |
| 2008年                 | 戲說台灣《陳靖姑度血劫》               | 劉紅手                        |              |
| 2008年                 | 戲說台灣《召魂收魄將軍》               | 邱正華                        |              |
| 2008年                 | 戲說台灣《石母乳傳奇》                 | 王明城                        |              |
| 2008年                 | 戲說台灣《麥寮還魂奇譚》               | 陳進財                        |              |
| 2008年                 | 戲說台灣《草人的秘密》                 | 根旺                          |              |
| 2009年                 | 戲說台灣《碧眼新娘》                   | 潘正隆                        |              |
| 2009年                 | 戲說台灣《包公審閻王》                 | 林明達                        |              |
| 2009年                 | 戲說台灣《女媧補情天》                 | 林世傑                        |              |
| 2009年                 | 戲說台灣《田螺姑娘》                   | 泥鰍精                        |              |
| 2009年                 | 戲說台灣《金門十八錢窖》               | 趙仁清                        |              |
| 2010年                 | 戲說台灣《明王解咒怨》                 | 山本仁                        |              |
| 2010年                 | 戲說台灣《朴子媳婦茶》                 | 黃彥茗                        |              |
| 2010年                 | 戲說台灣《天地掃》                     | 李本基                        |              |
| 2010年                 | 戲說台灣《月老拚財神》                 | 順安                          |              |
| 2010年                 | 《天下父母心》                         | 游总                          |              |
| 2011年                 | 戲說台灣《娶醜女大富貴》               | 阿寶                          |              |
| 2011年                 | 戲說台灣《王爺公收部將》               | 張王爺                        |              |
| 2011年                 | 戲說台灣《召魂收魄將軍》               | 邱正華                        |              |
| 2011年                 | 戲說台灣《生人活埋》                   | 天貴                          |              |
| 2011年                 | 戲說台灣《關渡媽祖田》                 | 林春財                        |              |
| 2011年                 | 戲說台灣《北港媽的慈悲》               | 涂本                          |              |
| 2011年                 | 戲說台灣《一世兄弟情》                 | 楊明傑                        |              |
| 2012年                 | 戲說台灣《緣投貴遊地府》               | 文判官                        |              |
| 2012年                 | 戲說台灣《轉世仙姑》                   | 劉通寶                        |              |
| 2012年                 | 戲說台灣《喊魂》                       | 秦文龍                        |              |
| 2013年                 | 戲說台灣《埤頭里蚼蟻墓》               | 秦柯                          |              |
| 2013年                 | 戲說台灣《福星土地公》                 | 蔡豐富                        |              |
| 2013年                 | 戲說台灣《上帝公買劍》                 | 沈文才                        |              |
| 2013年                 | 戲說台灣《孝子的金扁擔》               | 林志清                        |              |
| 2014年                 | 戲說台灣《金門鬼班長》                 | 林明德                        |              |
| 2014年                 | 戲說台灣《瘋女十八年》                 | 張金源                        |              |
| 2014年                 | 戲說台灣《烏魚拜媽祖》                 | 施仁德                        |              |
| 2015年                 | 戲說台灣《帝爺公助鳳還巢》             | 郭天保                        |              |
| 2015年                 | 戲說台灣《新棺中產子》                 | 王有天                        |              |
| 2015年                 | 戲說台灣《三跤金蟾蜍》                 | 友志 蟾蜍精                   |              |
| 2015年                 | 戲說台灣《摩尼珠封鬼門關》             | 增將軍                        |              |
| 2015年                 | 戲說台灣《王王母娘娘斷雙妻命》         | 王世文                        |              |
| 2016年                 | 戲說台灣《粿好年第一季》               | 玉帝                          |              |
| 2016年                 | 戲說台灣《粿好年第二季》               | 玉帝                          |              |
| 2016年                 | 戲說台灣《尊王公斬怪桃花》             | 張天來                        |              |
| 2016年                 | 戲說台灣《天公點鴛鴦》                 | 阿牛                          |              |
| 2016年                 | 戲說台灣《王母娘娘渡血劫》             | 王世文                        |              |
| 2017年                 | 戲說台灣《十三門墓奇譚》               | 林少文                        |              |
| 2017年                 | 戲說台灣《水仙尊王系列－炸彈瓜治癮頭》 | 王進丁                        |              |
| 2017年                 | 戲說台灣《紅蝦港太子爺》               | 周學文                        |              |
| 2017年                 | 戲說台灣《反白仁翹腳仔神:第3季》       | 秦簡單                        |              |
| 2017年                 | 戲說台灣《池王爺斬雙鳳女》             | 陳文龍                        |              |
| 2018年                 | 戲說台灣《將軍箭奇緣》                 | 張國安                        |              |
| 2018年                 | 戲說台灣《威靈公救子》                 | 吳四海                        |              |
| 2018年                 | 戲說台灣《新莊港董大爺》               | 文判官                        |              |
| 2019年                 | 戲說台灣《女陰差解命劫》               | 劉俊奇                        |              |
| 2019年                 | 戲說台灣《落鼻祖師》                   | 李勝傑                        |              |
| 2020年                 | 戲說台灣《五榖王賜子》                 | 林明台                        |              |
| 2021年                 | 戲說台灣《蛇郎君嫁妹》                 | 林俊昌                        |              |
| 2021年                 | 戲說台灣《遊王公寶劍奇緣》             | 廖志遠                        |              |
| 2022年                 | 戲說台灣《乞食鬥地主》                 | 邱天義                        |              |
| 2022年                 | 戲說台灣《天聾地啞鬥女訟師》           | 文昌帝君                      |              |
| 2023年                 | 戲說台灣《無頭轎三尪女》               | 黃聰廷                        |              |
| 2024年                 | 戲說台灣《觀音淚度人心》               | 羅水溪                        |              |
| 八大電視               | 2014年                                 | 民間劇場《假公子娶親》        | 林棋山       |
| 八大電視               | 2014年                                 | 民間劇場《甜粿奇緣》          | 阿寶         |
| 八大電視               | 2014年                                 | 民間劇場《葫蘆與三個願望》    | 張金樹       |
| 八大電視               | 2014年                                 | 民間劇場《狐仙相約來世情》    | 李家勇       |
| 八大電視               | 2014年                                 | 民間劇場《張果老渡人》        | 張阿七       |
| 八大電視               | 2014年                                 | 民間劇場《善財童子》          | 善財童子     |
| 八大電視               | 2014年                                 | 民間劇場《羅漢腳生子》        | 郭順昌       |
| 八大電視               | 2004年                                 | 《鬥魚２》                    | 二毛         |
| 八大電視               | 华视                                   | 《台灣靈異事件-電梯白骨情》   | 警察         |
| 2000年                 | 华视                                   | 《麻辣鮮師》                  | 陳老師       |
| 2021年                 | 华视                                   | 《莒光園地－夢碎》            | 阿榮         |
| 民視                   |                                        |                               |              |
| 2003年                 | 《新玫瑰瞳鈴眼》-假面                  | 秦祖秋                        |              |
| 2004年                 | 《新玫瑰瞳鈴眼》-怪客                  | 施健文                        |              |
| 2004年                 | 《藍色水玲瓏》-鬼手怪谭                | 阿宗                          |              |
| 2005年                 | 《八兩金》                             | 茶商                          |              |
| 2006年                 | 《藍色水玲瓏》-鬼妻                    | 王再添                        |              |
| 2014年                 | 《廉政英雄》-蒸發                      | 蘇特助                        |              |
| 2022年                 | 《市井豪門》                           | 醫師                          |              |
| 大愛劇場               | 2005年                                 | 明月照紅塵                    | 游志鑨       |
| 台視                   | 2000年                                 | 《花開正紅時》                | 阿豪         |
| 台視                   | 2003年                                 | 《君臣情深》                  | 龐昱         |
| 台視                   |                                        | 《危機四伏》                  | 施威明       |
| 台視                   |                                        | 《查某人的故事－乞丐婆傳奇》  | 李萬全       |
| 台視                   | 2005年                                 | 蝴蝶密碼《親親寶貝》          | 江清隆       |
| 台視                   | 2005年                                 | 蝴蝶密碼《紅色生死戀》        | 徐慶邦       |
| 台視                   | 2005年                                 | 蝴蝶密碼《都會魔女~禮物女郎》 | 吳勝安       |
| 台視                   | 2005年                                 | 蝴蝶密碼《都會魔女~出租女郎》 | 顏凱隆       |
| 台視                   | 2009年                                 | 《嘉慶君遊台灣》              | 捕頭         |
| 台視                   | 2011年                                 | 《冤家拼親家》                | 陳志川       |
| 台視                   | 2017年                                 | 《牡丹花開》                  | 黃益誠       |
| 中视                   | 2022年                                 | 《台湾X档案》                 | 宋有为       |

## 廣告
| 年 份  | 劇 名            | 飾 演  |
| 2022年 | 《拜媽祖求姻緣》 | 尤目框 |

## 外部連結
- 莊奕勳的Facebook專頁（官方）